# Nobody Knows (P!nk)
Nobody Knows is een nummer van de Amerikaanse zangeres P!nk uit 2007. Het is de vierde single van haar vierde studioalbum I'm Not Dead.
"Nobody Knows" is een ballad die handelt over de depressies van Pink. Het nummer flopte in de Verenigde Staten, maar werd wel een klein hitje in Europa en Australië. In de Nederlandse Top 40 haalde het de 38e positie en in Vlaanderen haalde het de 23e positie in de Tipparade.